# Phare de Barrel of Butter
Le phare de Barrel of Butter est un phare situé sur un skerry de Scapa Flow dans l'archipel des Orcades au nord des Highlands en Écosse.
Ce phare est géré par le Northern Lighthouse Board (NLB) à Édimbourg,l'organisation de l'aide maritime des côtes de l'Écosse.

## Le phare
Barrel of Butter (en français : baril de beurre) , anciennement connu sous le nom de Carlin Skerry se trouve entre Mainland et Cava. Il a toujours une petite parcelle qui reste en permanence au-dessus du niveau de la mer
Le feu, sur un petit mât, est monté sur une plateforme au-dessus d'une petite tour conique en maçonnerie de 6 m de haut. L'écueil au nord-ouest de Scapa Flow.
Identifiant : ARLHS : SCO-017 - Amirauté : A3635 - NGA : 3172.

### Lien connexe
- Liste des phares en Écosse